# 曾红林
曾红林，中华人民共和国政治人物、全国脱贫攻坚先进个人。

## 生平
曾红林任伊川县鸦岭镇高沟村第一书记，洛阳市纪委监委第十四审查调查室副主任。因在脱贫攻坚战中作出突出贡献，2021年2月25日全国脱贫攻坚总结表彰大会上，曾红林被授予“全国脱贫攻坚先进个人”。